# ICD-11
国际疾病分类第十一次修订本（, ICD-11）是联合国专门机构世界卫生组织制定的《疾病和有关健康问题的国际统计分类》（通称《国际疾病分类》，简称ICD）第十一次修订本，于2019年5月通过，2022年1月起正式生效。目前官方浏览器为2024年1月的更新版本。根据官方文档，ICD-11的版权协议为CC BY-ND 3.0。

## 簡介
第十一版的制定已有十多年的历史，它与以往版本相比有了重大改进。这是第一次完全采用电子方式，文件格式也更加有利于用户使用。医护人员亦參與这次修订，参加协作会议并提出建议。世卫组织总部的《国际疾病分类》小组曾收到过10,000多份修订建议。
《国际疾病分类》第十一版将被提交到2019年5月举行的世界卫生大会上由会员国最终批准，并将于2022年1月1日生效。于2018年发布的是预先预览版，可使各国计划如何使用新版本，安排翻译和培训全国各地的卫生专业人员。
新制定的《国际疾病分类》第十一版也反映了医学进展以及在科学认识方面的进步。例如，与抗微生物药物耐药性相关的代码就更加符合全球抗微生物药物耐药性监测系统。
《国际疾病分类》第十一版能够更好地记录医疗安全方面的数据，这意味着可以识别并减少可能有损健康的不必要事件（如医院内不安全工作流程）。
《国际疾病分类》第十一版与世界卫生组织药品非专利名称相关联，可用于癌症登记。《国际疾病分类》第十一版意在以多种语言使用：中央翻译平台可确保其功能和输出以所有翻译语言提供。与《国际疾病分类》第十版之间的转换表支持向《国际疾病分类》第十一版的迁移。世卫组织将对各国在实施最新制定的《国际疾病分类》第十一版过程中提供支持。

## 中文版
2023年10月，中国大陆人民卫生出版社出版了《ICD-11精神、行为与神经发育障碍临床描述与诊断指南》，即ICD-11中的第6大类“精神、行为或神经发育障碍”的中文翻译。